# Setesuyara
Setesuyara, är underjordens drottning och dödens gudinna i balinesisk mytologi. Hon är gift med Batara Kala, underjordens kung. 